# Following My Intuition
Following My Intuition (с англ. — «Следуя моей интуиции») — шестой студийный альбом английского исполнителя Крейга Дэвида. Альбом был выпущен 30 сентября 2016 года лейблами Insanity Records и Sony Music и включает в себя сотрудничество Крейга с такими артистами, как Big Narstie, Blonde, Sigala, Hardwell и Kaytranada.
Альбом дебютировал на первом месте в UK Albums Chart, став для Дэвида первым альбомом номер один с тех пор, как его дебютный альбом Born to Do It занял первое место в 2000 году.

## История создания
Концепция альбома зародилась в 2014 году, когда Дэвид представил тизер-трек под названием «Cold» на своей официальной странице SoundCloud. За неделю до этого он представил его в своём радиошоу TS5, чтобы показать часть новой музыки, над которой он работал в ожидании своего долгожданного шестого студийного альбома, который должен был получить официальное название или дату выхода. В сентябре 2014 года на ту же страницу SoundCloud был загружен ещё один тизер-трек под названием «Seduction».
5 сентября 2015 года Дэвид выступил на BBC Radio 1 в программе Live Lounge с Sigala, где они исполнили песню Уиза Халифа и Чарли Пута «See You Again» в сочетании с песней Little Mix «Black Magic». На следующей неделе, 10 сентября, Дэвид появился в программе Kurupt FM «Sixty Minute Takeover» на BBC Radio 1Xtra вместе с MistaJam. Он исполнил свой дебютный сингл «Fill Me In» на фоне трека Jack Ü «Where Are Ü Now», и это стало вирусным хитом в интернете. В тот вечер также были сыграны два отрывка из потенциальных треков нового альбома, и это выступление 1Xtra привело к тому, что Дэвид неожиданно исполнил ремикс на «Fill Me In» / «Where Are Ü Now» на Fabric с Kurupt FM и Alexandra Palace с Major Lazer и Diplo. Позже выяснилось, что появление на Radio 1Xtra привело к сотрудничеству между Дэвидом и Big Narstie, который также участвовал в шоу, и записанный ими трек под названием «When the Bassline Drops» прозвучал на шоу MistaJam на Radio 1 и Radio 1Xtra 7 ноября 2015 года. Позже выяснилось, что трек должен был выйти на лейбле SpeakerBox/JEM 27 ноября 2015 года. Дэвид неожиданно появился в финале The X Factor 13 декабря 2015 года, где он исполнил свой прорывной сингл «Re-Rewind» во время попурри с Reggie 'n' Bollie и Fuse ODG. «When the Bassline Drops» дебютировал на 50-м месте в Великобритании и достиг 10-го места 5 февраля 2016 года, став самым успешным синглом Дэвида с 2007 года.
25 января 2016 года было объявлено, что Дэвид подписал контракт на запись альбома с лейблом Insanity Records (совместное предприятие Sony Music UK и Insanity Management) и независимой компанией Speakerbox Media. Вместе с этим было объявлено название альбома Дэвида Following My Intuition. 19 марта 2016 года, во второй день Ultra Music Festival 2016, во время сета голландского диджея и музыкального продюсера Хардвелла, он появился в качестве приглашенного исполнителя на их новом треке «No Holding Back». Ему также удалось появиться на дебютном студийном альбоме Kaytranada 99.9% в треке «Got It Good», который он также написал в соавторстве. Выяснилось, что эта песня также появится в новом альбоме Дэвида. 19 августа 2016 года Крейг объявил в социальных сетях, что его шестой студийный альбом «Following My Intuition» наконец-то выйдет 30 сентября 2016 года. В тот же день он выпустил свой новый сингл «Ain’t Giving Up» в сотрудничестве с Sigala. «Change My Love» был выпущен в качестве пятого сингла альбома 21 октября 2016 года.

## Позиции в чартах
«Following My Intuition» дебютировал на первом месте в UK Albums Chart с продажами 24 500 экземпляров, став для Дэвида первым альбомом, занявшим первое место после его дебютного альбома «Born to Do It» в 2000 году.

## Список композиций
| №                   | Название                                     | Автор(ы)                                                                                  | Producer(s)                                                       | Длительность |
| ------------------- | -------------------------------------------- | ----------------------------------------------------------------------------------------- | ----------------------------------------------------------------- | ------------ |
| 1.                  | «Ain’t Giving Up» (with Sigala)              | Craig David Bruce Fielder                                                                 | Sigala Wez Clarke [b]                                             | 2:37         |
| 2.                  | «When the Bassline Drops» (with Big Narstie) | David Scott Wild Tyrone Lindo                                                             | White N3rd                                                        | 3:05         |
| 3.                  | «Don't Go»                                   | David Wild Tre Jean-Marie Kevin McCord Sondra Malone                                      | Tre Jean-Marie Shy FX                                             | 3:27         |
| 4.                  | «16»                                         | David Jordan Ware Justin Bieber Karl Brutus Mark Hill Jason Boyd Sonny Moore Thomas Pentz | Richard Adlam Hal Ritson [a] Jean-Marie [a] Clarke [a] Jack Ü [c] | 3:48         |
| 5.                  | «Couldn't Be Mine»                           | David Jean-Marie Ed Drewett                                                               | Jean-Marie                                                        | 3:01         |
| 6.                  | «One More Time»                              | David Wild Jean-Marie Jacob Attwooll                                                      | White N3rd                                                        | 3:14         |
| 7.                  | «Change My Love»                             | David Tom Barnes Uzoechi Emenike Ben Kohn Peter Kelleher                                  | TMS                                                               | 3:24         |
| 8.                  | «Nothing Like This» (with Blonde)            | David Adam Englefield Jacob Manson                                                        | Blonde Hitimpulse [b]                                             | 3:02         |
| 9.                  | «Got It Good» (featuring Kaytranada)         | David Jamie Alem Louis Kevin Celestin Jean-Marie Lauren Faith                             | Kaytranada                                                        | 3:48         |
| 10.                 | «All We Needed»                              | David Rachel Furner                                                                       | Dave Tozer Chris Connors [a]                                      | 3:37         |
| 11.                 | «Louder Than Words»                          | David Michael Hannides Alan Sampson                                                       | Alan Sampson MYKL [a] Clarke [a]                                  | 4:05         |
| 12.                 | «What If»                                    | David Jean-Marie Aaron Williams                                                           | Jean-Marie                                                        | 3:39         |
| 13.                 | «Like a Fan»                                 | David Anthony Marshall                                                                    | Marshall                                                          | 5:07         |
| 14.                 | «Better with You»                            | David Barnes Kelleher Carla Marie Williams                                                | TMS                                                               | 3:13         |
| Общая длительность: | Общая длительность:                          | Общая длительность:                                                                       | Общая длительность:                                               | 49:07        |

| №                   | Название                               | Автор(ы)                                  | Producer(s)                         | Длительность |
| ------------------- | -------------------------------------- | ----------------------------------------- | ----------------------------------- | ------------ |
| 15.                 | «No Holding Back» (featuring Hardwell) | David Robbert van de Corput               | Hardwell                            | 2:44         |
| 16.                 | «Here with Me»                         | David Jean-Marie Ebenezer Fabiyi          | Jean-Marie LongLivThePlug [a]       | 3:12         |
| 17.                 | «Warm It Up»                           | David Tozer Patrick Thompson Philip Smart | Tozer Connors [a] Ambrose Henri [a] | 3:11         |
| 18.                 | «Sink or Swim»                         | David Jean-Marie Lauren Faith Celestin    | Kaytranada Jean-Marie [b]           | 3:17         |
| Общая длительность: | Общая длительность:                    | Общая длительность:                       | Общая длительность:                 | 61:31        |

| №                   | Название                             | Длительность |
| ------------------- | ------------------------------------ | ------------ |
| 1.                  | «All We Needed» (acoustic)           | 3:41         |
| 2.                  | «When the Bassline Drops» (acoustic) | 3:25         |
| 3.                  | «One More Time» (acoustic)           | 3:25         |
| 4.                  | «Ain’t Giving Up» (acoustic)         | 2:55         |
| 5.                  | «16» (acoustic)                      | 3:53         |
| Общая длительность: | Общая длительность:                  | 17:19        |

## Хит-парады

### Еженедельный хит-парад
| Хит-парад (2016)                       | Позиция |
| -------------------------------------- | ------- |
| Австралия (ARIA)                       | 29      |
| Бельгия/Фландрия (Ultratop)            | 60      |
| Бельгия/Валлония (Ultratop)            | 80      |
| Нидерланды (Album Top 100)             | 62      |
| French Albums (SNEP)                   | 124     |
| Германия (Offizielle Top 100)          | 85      |
| Италия (Classifica album)              | 70      |
| New Zealand Heatseekers Albums (RMNZ)  | 5       |
| Шотландия (Scottish Albums Chart)      | 12      |
| Испания (PROMUSICAE)                   | 81      |
| Швейцария (Schweizer Hitparade)        | 43      |
| Великобритания (UK Albums Chart)       | 1       |
| Великобритания (UK Dance Albums Chart) | 1       |

### Хит-парад на итоги года
| Хит-парад (2016) | Позиция |
| ---------------- | ------- |
| UK Albums (OCC)  | 61      |

### Сертификация
| Регион               | Сертификация | Продажи |
| -------------------- | ------------ | ------- |
| Великобритания (BPI) | Золотой      | 189,308 |

## Гастроли
Тур «Following My Intuition» проходил по Великобритании. Это был первый тур Дэвида за 15 лет.

### Список песен
1. «Ain’t Giving Up»
2. «What's Your Flava?»
3. «Fill Me In»
4. «Louder Than Words»
5. «Change My Love»
6. «Walking Away»
7. «Don't Love You No More (I'm Sorry)»
8. «Warm It Up»
9. «Rise & Fall»
10. «Nothing Like This»
11. «Couldn’t Be Mine»
12. «Love Yourself» (Justin Bieber cover) /«Freestyle Rap section»
13. «7 Days»

Выступление TS5 DJ включает в себя:
1. «Re-Rewind (The Crowd Say Bo Selecta)»
2. «Covers Melody» включает в себя:
3. «Where’s Your Love»
4. «No Scrubs» (TLC cover)/«Angels» (The xx cover)
5. «Walking Away» (Live Remix)
6. «Who’s That Girl?» (Eurythmics cover)
7. «Jump Around» (House of Pain cover)
8. «One Dance» (Drake cover)/«Rendezvous»
9. «Temperature» (Sean Paul cover)
10. «Nothing Like This»